# Xanthotis polygrammus
Xanthotis polygrammus (лат.) — вид птиц из семейства медососовых. Выделяют шесть подвидов.

## Распространение
Обитают в Индонезии и на Папуа-Новой Гвинее (в том числе в лесах поблизости от столицы последней, города Порт-Морсби).

## Описание
Длина тела 15-17 см. Масса самцов и самок разнится в зависимости от подвида, к которому они принадлежат.

## Биология
Птицы преимущественно насекомоядны, но также питаются нектаром и фруктами. Данные о миграциях (либо их отсутствии) и размножении носят разрозненный характер.
МСОП присвоил виду охранный статус LC.